# Rehweg
Rehweg ist ein Ortsteil der Gemeinde Schalksmühle im Märkischen Kreis im Regierungsbezirk Arnsberg in Nordrhein-Westfalen (Deutschland). 

## Lage und Beschreibung
Der Wohnplatz liegt direkt an der Bundesautobahn 45 auf dem Höhenzug zwischen den Tälern der Sterbecke und des Nahmerbachs nahe dem Weiler Winkeln.
Weitere Nachbarorte auf dem Gemeindegebiet sind Wersbecke, Vormwald, Mesekendahl, Sterbecke, Worth und Albringwerde.

## Geschichte
Rehweg wurde in der zweiten Hälfte des 19. Jahrhunderts errichtet und war Teil der Gemeinde Hülscheid im Amt Lüdenscheid im Kreis Altena. Der Ort ist ab der Preußischen Neuaufnahme von 1892 auf Messtischblättern der TK25 als Rehweg verzeichnet, auf aktuellen Ausgaben wird der Wohnplatz unbeschriftet angezeigt.
Die Gemeinde- und Gutbezirksstatistik der Provinz Westfalen führt Rehweg 1871 als Etablissement mit einem Wohnhaus und vier Einwohnern auf.  Das Gemeindelexikon für die Provinz Westfalen von 1887 gibt eine Zahl von acht Einwohnern an, die in einem Wohnhaus lebten. 1895 besitzt der Ort ein Wohnhaus mit fünf Einwohnern, auch 1905 wird ein Wohnhaus angegeben.
1969 wurden die Gemeinden Hülscheid und Schalksmühle zur  amtsfreien Großgemeinde (Einheitsgemeinde) Schalksmühle im Kreis Altena zusammengeschlossen und Rehweg gehört seitdem politisch zu Schalksmühle, das 1975 auf Grund des Sauerland/Paderborn-Gesetzes Teil des neu geschaffenen Märkischen Kreises wurde.
1971 wurde die direkt am Ort vorbeitrassierte Bundesautobahn 45 eröffnet.